# Gare de Nagytétény-Diósd
La gare de Nagytétény-Diósd (hongrois : Nagytétény-Diósd vasútállomás, prononcé [ˈnɒcteːteːɲ ˈdioːʒd ˈvɒʃuːtaːllomaːʃ]) est une gare ferroviaire secondaire de Budapest.